# Оксид тантала(I)
Оксид тантала(I) — неорганическое соединение металла тантала и кислорода с формулой Ta2O, 
чёрные кристаллы.

## Получение
- Восстановление углём оксида тантала(V):

{\displaystyle {\mathsf {Ta_{2}O_{5}+4C\ {\xrightarrow {1770^{o}C}}\ Ta_{2}O+4CO}}}
- Восстановление танталом оксида тантала(V):

{\displaystyle {\mathsf {Ta_{2}O_{5}+8Ta\ {\xrightarrow {1300^{o}C}}\ 5Ta_{2}O}}}

## Физические свойства
Оксид тантала(I) образует чёрные кристаллы 
ромбической сингонии.

## Примечание
- В литературе встречаются утверждения, что за окислы тантала Ta6O, Ta4O, Ta2O и TaO ошибочно принимались оксикарбиды или оксинитриды тантала.